# Émile Desmaisons
Pour les articles homonymes, voir Desmaisons.
Pierre Émile Desmaisons, dit aussi Émilien Desmaisons (Paris, 19 décembre 1812 - Montlignon, 28 janvier 1880) est un lithographe et photographe français.

## Biographie
Élève aux Beaux-arts de Paris, Desmaisons suit les cours de Lethière et Granger. 
Dessinateur lithographe, il succède à la tête de la maison d'édition de son père située à Paris au 5 de la rue des Grands Augustins.
Desmaisons expose dès 1831 au Salon de Paris, d'abord des portraits peints, puis à partir de 1833, des dessins lithographiés. Ses productions, abondantes, sont présentes au Salon régulièrement jusqu'en 1879.
En 1848, il coordonne la Galerie des représentants du peuple, album de portraits lithographié publié chez Basset, qui lui vaut une médaille. 
Le 5 juillet 1863, il est nommé chevalier de la Légion d'honneur en tant qu'artiste lithographe.
Desmaisons possédait un atelier et produisit des portraits carte-de-visite de ses contemporains.